# Wage Rudolf Soepratman

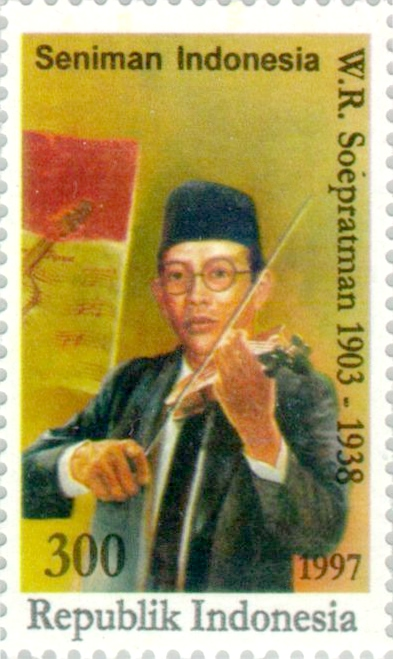
Briefmarke

Wage Rudolf Soepratman (* 9. März 1903 in Jatinegara, heute zu Jakarta; † 17. August 1938 in Surabaya) war der Komponist der indonesischen Nationalhymne Indonesia Raya.

## Hintergrund
Soepratman war ein junger indonesischer Komponist, der im Jahr 1924 sowohl den Text als auch die Melodie für die spätere indonesische Nationalhymne komponierte. Sie war erstmals am 28. Oktober 1928 auf einem indonesischen Jugendkongress in Batavia öffentlich zu hören. Dieses Werk wurde zu einem populären Lied, das die Einheit Indonesiens betont und bei politischen Demonstrationen gesungen wurde. Nach der Unabhängigkeit der ehemaligen niederländischen Kolonie wurde sie 1945 zur Nationalhymne erhoben.
Sein Vater Djoemeno Senen Sastrosoehardjo war ein Soldat. Soepratman besuchte zunächst die Grundschule. Zwei Jahre nachdem seine Mutter 1912 verstorben war, wurde er zu seiner älteren Schwester nach Ujung Pandang geschickt. Diese fügte seinem Namen „Wage Rudolf“ hinzu, damit er die Erlaubnis bekam, die niederländische Schule zu besuchen. Er komponierte noch weitere Stücke: Dari Barat Sampai ke Timur (1925), Bendera Kita, Indonesia Hai Ibuku (1927), Ibu Kita Kartini (1931), Mars Parindra, Mars Surya Wirawan (1937) oder Matahari Terbit (1938).